# Strzebiń (przystanek kolejowy)
Strzebiń – przystanek kolejowy oraz posterunek odgałęźny (do ok. 2009-2010 roku stacja kolejowa) w Strzebiniu, w województwie śląskim, w powiecie lublinieckim, gminie Koszęcin, w Polsce. Linia kolejowa w Strzebiniu zbudowana w 1926 roku (Kalety-Podzamcze). Stacja Strzebiń oddana do użytku w dniu otwarcia linii do Woźnik w 1932 roku.

## Ruch pasażerski
| Rok  | Wymiana pasażerska na dobę |
| ---- | -------------------------- |
| 2017 | 100-149                    |
| 2022 | 50-99                      |